# Ріанна Іффланд
Ріанна Іффланд (англ. Rhiannan Iffland, 9 вересня 1991) — австралійська стрибунка у воду.
Чемпіонка світу з водних видів спорту 2017, 2019 років у хай-дайвінгу.